# Шпангенберг
Шпангенберг (на немски: Spangenberg, Liebenbachstadt) е малък град в североизточен Хесен, Германия с 6081 жители (към 31 декември 2013).
Намира се на ок. 35 км въздушна линия югоизточно от Касел.
За пръв път е споменат в документ през 1261 г. и през 1309 г. получава права на град. Над града се намира дворец Шпангенберг, построен от 1235 г., който повече от два века е резиденция и ловен дворец на ландграфовете на Хесен.